# Haplostylus dispar
Haplostylus dispar är en kräftdjursart som beskrevs av Panampunnayil 1997. Haplostylus dispar ingår i släktet Haplostylus och familjen Mysidae. Inga underarter finns listade i Catalogue of Life.